# Domicola lithodesi
Domicola lithodesi is een vlokreeftensoort uit de familie van de Pleustidae. De wetenschappelijke naam van de soort is voor het eerst geldig gepubliceerd in 1993 door Pretus & Abello.